# Revolver (película de 2024)
Revolver (en hangul, 리볼버; romanización revisada, Ribolbeo) es una película surcoreana de acción y suspenso escrita y dirigida por Choo Chang-min, y protagonizada por Jeon Do-yeon, Ji Chang-wook y Lim Ji-yeon. Se estrenó en Corea del Sur el 7 de agosto de 2024.

## Sinopsis
La agente de policía Soo-young, que estaba esperando mudarse al nuevo apartamento de sus sueños, se ve envuelta en un inesperado escándalo de corrupción y acepta una recompensa sustancial por hacerse cargo de los crímenes. Dos años después, el día de su liberación, Soo-young es recibida por un extraño llamado Yoon-sun, alguien a quien nunca había conocido antes. Sintiendo que algo anda mal, Soo-young se propone encontrar a Andy, el hombre que le prometió una compensación. A medida que investiga más, descubre una fuerza mucho más peligrosa y poderosa detrás del plan.

## Reparto

### Principal
- Jeon Do-yeon como Ha Soo-young, una exinspectora de policía que fue a prisión después de ser acusada de corrupción, a cambio de lo cual le prometieron una gran suma de dinero, que no llegó a recibir.[2][3]
- Ji Chang-wook como Andy, quien le prometió a Soo-young una gran recompensa pero rompió su promesa.[4][5][6]
- Lim Ji-yeon como Jeong Yoon-sun, la única persona que fue a buscar a Soo-young cuando salió de prisión, pero cuyas verdaderas intenciones se desconocen, pues sus acciones no permiten deducir si quiere ayudarla o traicionarla.[7][8]

### Secundario
- Kim Jun-han como Shin Dong-ho, un excolega júnior de Soo-young que cuida en secreto de Eastern Promise, la empresa donde trabajaba Andy, y empieza a vigilar a Soo-young por orden del jefe de policía.[9][10]
- Kim Jong-soo como el gerente de la empresa de inversiones Eastern Promise, muy ingenioso a la hora de manipular a la gente.[9][11]
- Jung Man-sik como Jo Jae-hoon, propietario de un campo de golf con pantalla que estuvo involucrado en un escándalo de corrupción en el pasado, y se aferra al poder caminando sobre la cuerda floja.[9][11]
- Oh Eui-shik como el fiscal Hong In-gi.[12]
- Yoon Kyung-ho como el abogado Yang.
- Yang Hyun-min como Park Kyung-ryong, el exmarido de Yoon-sun.
- Kim Hye-eun como una chamana.[13][11]
- Kim Joon-bae como un ejecutivo de mediana edad.[13]
- Yoo Seong-ju como Kwon, exjefe de policía.

### Apariciones especiales
- Lee Jung-jae como Lim Seok-yong, jefe del departamento de detectives y superior de Soo-young, con la que tiene una relación y a la que visita a menudo en la cárcel, hasta que un día desaparece.[14][15][16]
- Jung Jae-young como Min Ki-hyun, jefe del escuadrón de detectives y colega de Soo-young.[14][15]
- Jeon Hye-jin como Grace, hermana mayor de Andy y directora ejecutiva de Eastern Promise.[14][15]

## Producción
La película es una coproducción de Sanai Pictures, Megabox Plus M y Story Rooftop. El presupuesto fue de alrededor de 8000 millones de wones, por lo que se estimaba que para amortizarla sería necesario que llegara a 1,4 millones de espectadores. Se trata, pues, de un filme de presupuesto medio-bajo, como casi todos los que se estrenaron por las mismas fechas de verano en el país, dentro de un contexto de contracción de la industria tras los fracasos de taquilla de grandes producciones en el pasado. El director es Oh Seung-wook, que dirigió The Shameless en 2015, thriller protagonizado como en esta ocasión por Jeon Do-yeon. El director artístico es Park Il-hyun, estrecho colaborador del director Oh durante mucho tiempo. La dirección musical está a cargo de Jo Yeong-wook.
El origen de la película está en una llamada de Jeon Do-yeon a Oh Seung-wook: este estaba trabajando en un proyecto que no funcionó bien, y al hablar con la actriz le propuso preparar algo rápidamente. Para crear su personaje, tuvo en cuenta una cualidad de ella: «lo que más admiro de la actriz Jeon Do-yeon es su capacidad para sentir empatía. La capacidad de sentir con sensibilidad las emociones de los demás y demostrar empatía también se revela al representar un papel. Y hay una dignidad que sólo tiene la actriz Jeon Do-yeon. Intenté reflejar eso con Ha Soo-young en Revolver. Una persona que rebosa de sentimientos de odio y venganza, pero que no tiene prisa por expresarlos y puede sentirse digna incluso en los momentos críticos».
En febrero de 2023 la agencia Management Soap anunció que su representada Jeon Do-yeon sería la protagonista del filme, que por entonces se hallaba en preproducción. En principio, la actriz se resistió a aceptar el papel: según declaró, «me resistí porque no podía quitarme la sensación de que era como una versión femenina de The Shameless [pero] traté de cumplir mi promesa (de aparecer), y si iba Para hacerlo, quería hacerlo bien». El 7 de marzo se añadió el nombre de Ji Chang-wook como coprotagonista. Por su parte, la agencia Artist Company reveló que Lim Ji-yeon aparecería en Revolver el 4 de julio, cuando el rodaje ya había comenzado. En efecto, se empezó a rodar en junio de 2023; en aquel momento se preveía que estuviera lista para ser presentada en el Festival de Cannes de 2024. El rodaje concluyó a finales de octubre de 2023.
El 26 de junio de 2024 la distribuidora Plus M Entertainment anunció que la película se estrenaría el 7 de agosto. Al día siguiente publicó el primer cartel y el primer avance oficiales. EL 14 de agosto lanzó un cartel especial con primeros planos de ocho de los personajes, y un nuevo avance.
La producción se presentó en un pase previo y conferencia de prensa celebrada el 31 de julio en COEX Megabox en Samseong-dong, Gangnam-gu, Seúl. Asistieron los actores Jeon Do-yeon, Ji Chang-wook, Lim Ji-yeon y el director Oh Seung-wook

## Estreno y recepción
Antes de su estreno, Plus M Entertainment firmó numerosos acuerdos de distribución para gran parte del mundo, 172 países: Norteamérica, Latinoamérica, Medio Oriente y África del Norte, Hong Kong y Macao, Mongolia, Polonia, Francia y Alemania entre otros países.
Revolver se estrenó el 7 de agosto de 2024 en 861 salas. El día del estreno quedó en tercera posición en la taquilla nacional, encabezada por la comedia Pilot. El 26 de agosto alcanzó la cifra de 247 185 espectadores, que habían dejado una taquilla del equivalente a 1 742 984 dólares, situándose por este concepto en la vigesimosegunda posición entre las películas surcoreanas estrenadas en 2024.

## Premios y nominaciones
| Año  | Premios                  | Categoría                      | Candidato                   | Resultado | Ref.          |
| ---- | ------------------------ | ------------------------------ | --------------------------- | --------- | ------------- |
| 2024 | Premios Blue Dragon Film | Mejor actriz                   | Jeon Do-yeon                | Nominada  | [ 38 ]        |
| 2024 | Premios Blue Dragon Film | Mejor actriz de reparto        | Lim Ji-yeon                 | Nominada  | [ 38 ]        |
| 2024 | Premios Blue Dragon Film | Mejor fotografía e iluminación | Kang Kuk-hyun, Kim Hyo-sung | Nominados | [ 38 ]        |
| 2024 | Premios Blue Dragon Film | Mejor dirección artística      | Park Il-hyeon               | Nominado  | [ 38 ]        |
| 2024 | Premios Blue Dragon Film | Premio técnico                 | Cho Sang-gyeong (vestuario) | Nominada  | [ 38 ]        |
| 2024 | Premios Buil Film        | Mejor película                 | Revolver                    | Ganadora  |               |
| 2024 | Premios Buil Film        | Mejor director                 | Oh Seung-uk                 | Nominado  |               |
| 2024 | Premios Buil Film        | Mejor actriz                   | Jeon Do-yeon                | Nominada  |               |
| 2024 | Premios Buil Film        | Mejor actriz de reparto        | Lim Ji-yeon                 | Ganadora  |               |
| 2024 | Premios Buil Film        | Mejor fotografía               | Kang Kuk-hyun               | Ganador   |               |
| 2025 | Premios Baeksang Arts    | Mejor película                 | Revolver                    | Pendiente | [ 39 ] [ 40 ] |
| 2025 | Premios Baeksang Arts    | Mejor director                 | Oh Seung-uk                 | Pendiente | [ 39 ] [ 40 ] |
| 2025 | Premios Baeksang Arts    | Mejor actriz                   | Jeon Do-yeon                | Pendiente | [ 39 ] [ 40 ] |
| 2025 | Premios Baeksang Arts    | Mejor actriz de reparto        | Lim Ji-yeon                 | Pendiente | [ 39 ] [ 40 ] |
| 2025 | Premios Baeksang Arts    | Mejor guion                    | Oh Seung-uk, Joo Byul       | Pendiente | [ 39 ] [ 40 ] |